# В Москве на Трубной площади
«В Москве на Трубной площади» — рассказ Антона Павловича Чехова. Написан в 1883 году, впервые опубликован в журнале «Будильник», 1883, № 43 в разделе «Калейдоскоп „Будильника“» под заглавием: «В Москве на Трубе» с подписью А. Чехонте.

## Публикации
Рассказ А. П. Чехова «В Москве на Трубной площади» написан в 1883 году, впервые опубликован в этом же году в журнале «Будильник», 1883, № 43 в разделе «Калейдоскоп „Будильника“» (заглавие: «В Москве на Трубе») с подписью А. Чехонте. Рассказ также вошел в издаваемое А. Ф. Марксом собрание сочинений писателя.
В рассказе отражены московские впечатления Чехова, который жил в городе на Драчевке (ныне Трубная ул.), недалеко от описанного им рынка. Чехов писал: «Рассказ имеет чисто московский интерес. Написал его, потому что давным-давно не писал того, что называется легенькой сценкой».

## Критика
В «Одесском листке» рецензент Ив. П. так писал о чеховских рассказах очеркового типа: «Сама жизнь — вот наиболее точное и наиболее подходящее определение, которым можно было бы объединить все эти небольшие анекдоты, картинки, иногда лишенные даже сюжета (например, „В Москве на Трубной площади“), по-видимому, беспретенциозные, но, благодаря поразительной наблюдательности и таланту автора, полные глубокого смысла».
В. А. Гольцев в статье «Дети и природа в рассказах А. П. Чехова» увидел «живое, яркое и трогательное описание рынка на Трубной площади».

## Сюжет

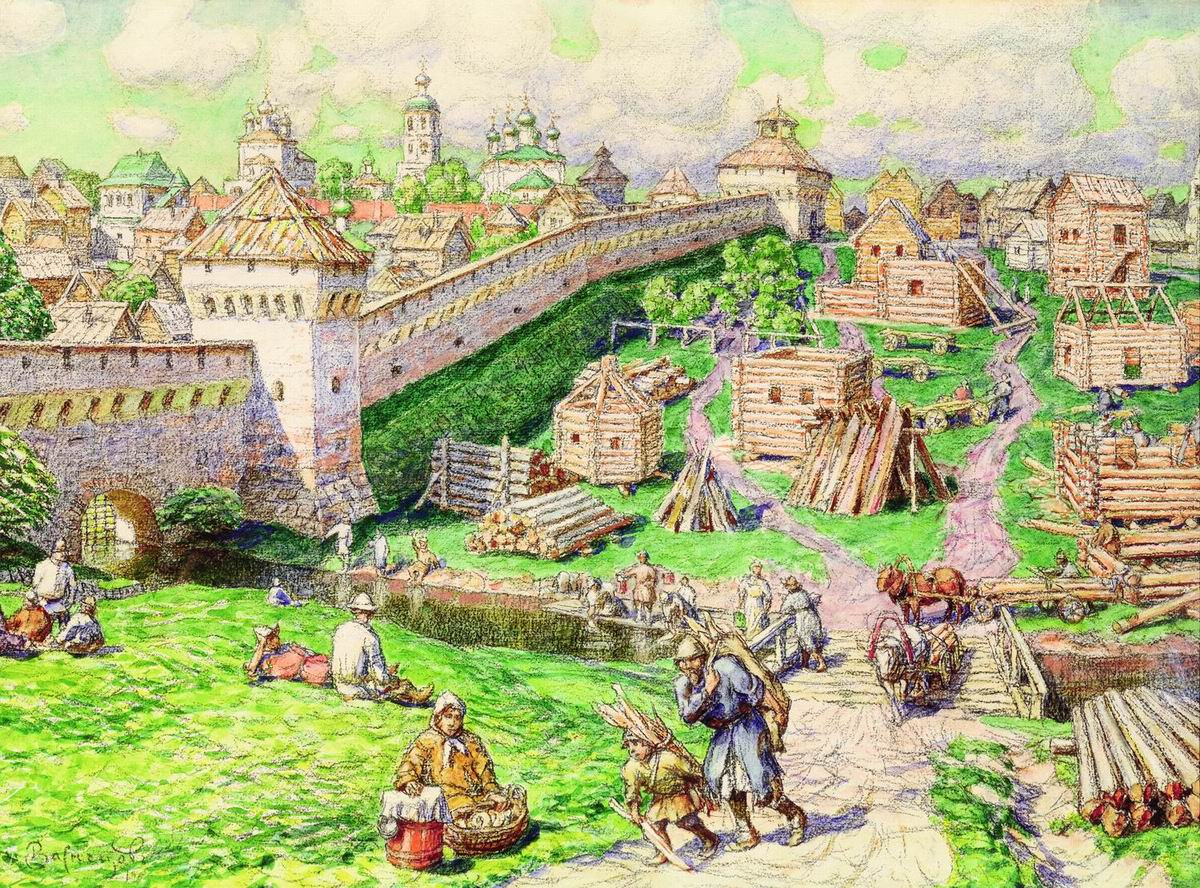
Лубяной торг на Трубе. Рис. Аполлинария Васнецова

В рассказе описывается Трубная площадь, расположенная в Москве около Рождественского монастыря. На площади в воскресные дни работал рынок. На нем продавали раков, рыбу, живых птиц, одежду и др.
А. Чехов со знанием дела описывает процесс торговли, продавцов. Некоторые продавцы не знали цену товару, они запрашивали «сколько бог на душу положит — или рубль, или три копейки, смотря по покупателю».
Интереснее всего на рынке был рыбный отдел. В нем десять мужиков сидели в ряд. Перед каждым из них стояло ведро, в ведрах в зеленоватой, мутной воде плавали караси, вьюнки, улитки, лягушки, тритоны. Речные жуки шныряли по поверхности воды, перескакивая через лягушек.
В целом Трубная площадь представляла собой небольшой кусочек Москвы, где любили и мучали животных. Площадь жила и шумела своей маленькой жизнью. Деловые и богомольные люди, проходящие мимо по бульвару, не могли понять, зачем собиралась толпа людей, о чем тут говорили и чем торговали.

## Экранизация
По мотивам рассказов А. П. Чехова «Бабы», «В Москве на Трубной площади», «Сирена», «В суде» в 1969 году на Мосфильме снят художественный фильм Главный свидетель. Режиссёр: Аида Манасарова.